# Catherine Dyer
Catherine Dyer es una actriz y productora estadounidense.

## Vida y carrera
Dyer nació en la ciudad de Nueva York y creció en Atlanta, Georgia. Se graduó en la American Academy of Dramatic Arts de la ciudad de Nueva York. En 1991 se casó con el actor Jason MacDonald. En 1991, se mudó a Los Ángeles y tuvo un espectáculo unipersonal llamado Sorry to Keep You Waiting. Más tarde trabajó fuera de la pantalla como asistente de desarrollo para el Departamento de Películas Originales de Lifetime Television. En 1997, regresó a la ciudad de Nueva York para trabajar como productora supervisora en la serie documental de A&E Television, Biography, y recibió una nominación al premio Primetime Emmy en 2003.
Dyer volvió a actuar en 2008, desempeñando un papel recurrente en la serie dramática de Lifetime, Army Wives. Más tarde fue estrella invitada en Drop Dead Diva, Necessary Roughness, Devious Maids, The Originals, Greenleaf y Queen Sugar. En 2016, tuvo un papel recurrente como la agente Connie Frazier durante la primera temporada de la serie de Netflix, Stranger Things. Más tarde tuvo papeles recurrentes en The Resident, The Morning Show y The Terminal List.
Dyer apareció en varias películas, incluidas Halloween II (2009), Un sueño posible (2009), Sabotage (2014), Dirty Grandpa (2016), Mentes poderosas (2018) y Nappily Ever After (2018). En 2019, interpretó a la antogonista principal en la película de suspenso independiente The Devil to Pay junto a Danielle Deadwyler. Más tarde fue elegida para el thriller de Netflix, Reptiles. En 2023, desempeñó un papel principal en el thriller de Lifetime The Surrogate Scandal.

## Filmografía
- Road Kill (1999)
- Halloween II (2009)
- The Joneses (2009)
- Un sueño posible (2009)
- What to Expect When You're Expecting (2009)
- Sabotage (2014)
- Taken 3 (2014)
- Un accidente llamado amor (2015)
- Dirty Grandpa (2016)
- Cell (2016)
- The Founder (2016)
- Hot Summer Nights (2017)
- Megan Leavey (2017)
- I, Tonya (2017)
- Simran (2017)
- Forever My Girl (2018)
- Steel Country (2018)
- Mentes poderosas (2018)
- An Actor Prepares (2018)
- Nappily Ever After (2018)
- Gilda Sue Rosenstern: The Motion Picture! (2019)
- The Devil to Pay (2019)
- Pageant Material (2019)
- 8th Floor Massacre (2020)
- A Unicorn for Christmas (2022)
- Escape from Love (2023)
- Reptiles (2023)
- Freedom Hair (2023)